# Thorsten Radensleben

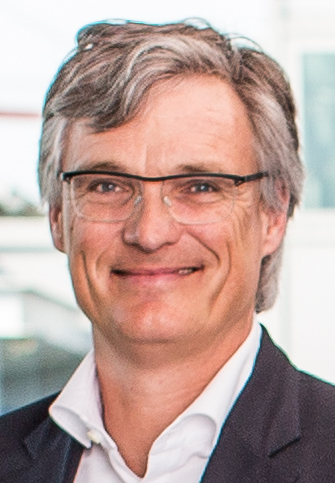
Thorsten Radensleben (2017)

Thorsten Radensleben (* 1962 in Berlin) ist ein deutscher Betriebswirt und ehemaliger Basketballspieler.

## Leben
Radensleben studierte Betriebswirtschaftslehre und spielte in der Basketball-Bundesliga bei DTV Charlottenburg. Er gehörte zur Mannschaft im ersten Bundesliga-Spieljahr 1981/82. Mit Charlottenburg trat er Ende der 1980er Jahre auch im europäischen Vereinswettbewerb Korać Cup an. Von 1984 bis 1986 spielte er bei Steiner Bayreuth. In der Saison 1984/85 stieg er mit den Oberfranken in die Bundesliga auf, 1986 ging er nach Berlin zurück. Er gehörte 1989 zu den Gründungsmitgliedern der BG Charlottenburg, dem Vorgängerverein von Alba Berlin.
Nach dem Studium war Radensleben an der Technischen Universität Berlin als wissenschaftlicher Mitarbeiter tätig. 1994 wurde dort seine Doktorarbeit zum Thema „Konzeptionelle Grundlagen einer controllinggerechten Kostenrechnung“ angenommen. Radensleben arbeitete im Anschluss daran bei den Stadtwerken Hannover als Assistent des Vorstandsvorsitzenden und wechselte von dort nach München zur Thüga Aktiengesellschaft. Anschließend wurde er Geschäftsführer beim Augsburger Unternehmen Erdgas Schwaben. Im Oktober 2002 wurde er Vorstandsmitglied von Badenova und 2005 trat er den Posten des Vorstandsvorsitzenden an. 2010 wurde er mit dem von der Zeitung „Energie & Management“ ins Leben gerufenen Preis „Energiemanager des Jahres“ ausgezeichnet.